# Lorna Simpson

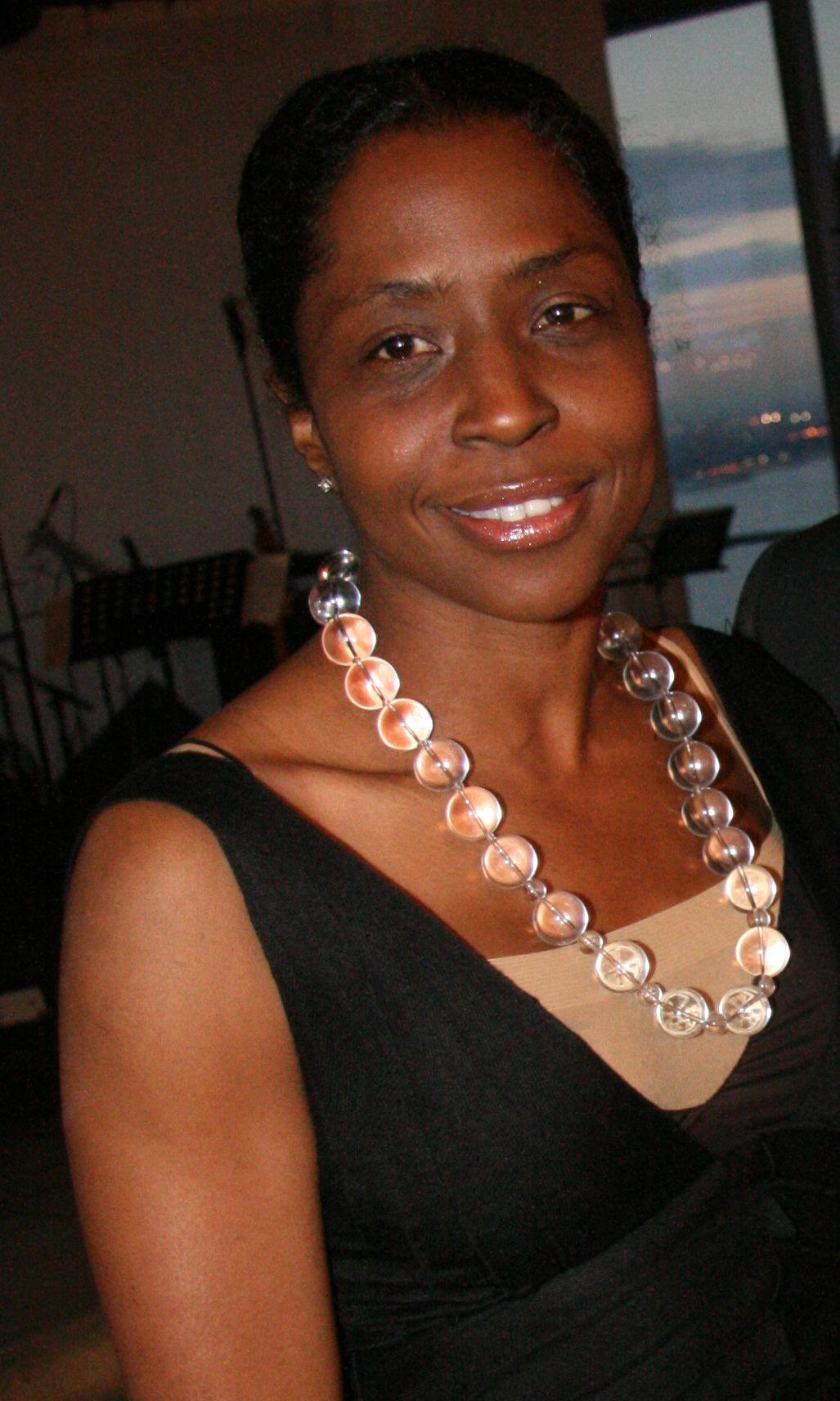
Lorna Simpson im April 2009

Lorna Simpson (* 13. August 1960 in Brooklyn, New York City) ist eine US-amerikanische Fotografin, Konzept- und Videokünstlerin.

## Werdegang
Lorna Simpson erhielt 1983 den Bachelor an der School of Visual Arts (anfangs Malerei, dann Fotografie) in New York und erlangte den Master 1985 an der University of California, San Diego. Sie studierte bei Allan Kaprow, der Performancekünstlerin Eleanor Antin, bei den Filmemachern Babette Mangolte und Jean-Pierre Gorin und dem Lyriker David Antin. Sie lebt mit ihrem Ehemann, dem Fotografen James Casebere, und ihrer Tochter in Brooklyn.
Lorna Simpson reiste nach dem Studium nach New York, Europa und Afrika und widmete sich der Straßenfotografie. Sie arbeitete zudem mit seriellen Bildern und gefundenem Material wie Pin-ups oder Magazinen. Mitte der 1980er Jahre entstanden die ersten bekannten, großformatigen schwarzweißen oder zurückhaltend farbigen Fotografien, die mit Textfragmenten kombiniert sind. Kennzeichnend ist, dass ihre Fotoarbeiten aus mehreren, einzeln gerahmten Fotos bestehen, die seriell, als Teile eines Bildmotivs oder später als Installation, wie Please remind me of who I am (2009), aufgehängt werden. Durch den offenen Bezug zwischen Fotos und Worten entsteht eine Wechselwirkung, die dem Bild eine weitere Bedeutungsebene hinzufügt.
Simpsons Fotomodelle sind in Ausschnitten ohne Kopf oder mit abgewandtem oder verdecktem Gesicht im Fotostudio aufgenommen. „Waterbearer/Wasserträger“ von 1986 (Silbergelatineabzug mit Folienbeschriftung) ist ein Beispiel dafür.
1990 war Lorna Simpson die erste afroamerikanische Frau, die als Teilnehmerin zur Biennale di Venezia eingeladen wurde. Sie thematisiert Identität, Geschlechterrollen und Ethnie, indem sie die Figur der Afroamerikanerin nutzt, um die konventionelle Sichtweise herauszufordern und zu hinterfragen.
Seit Mitte der 1990er dreht Simpson Filme. Der Film „Interior/Exterior, Full/Empty“ ist erzählerisch und lehnt sich stilistisch an den Film noir an. Einer der ersten Kurzfilme ist „Call Waiting“ (1997). Die Darsteller ihrer Aufnahmen sind Frauen und Männer, die keine weiße Hautfarbe haben.
Für die Fotoserie “May, June, July, August '57/'09 #8” (2009) posiert Simpson selbst nach Vorbild der Pin-ups der 1950er Jahre vor der Kamera.

## You’re Fine, You’re Hired/Dir geht’s gut, Du bist eingestellt (1988)
You’re Fine, You’re Hired sind vier in Holz gerahmte Polaroiddrucke. Zu sehen ist die Rückenansicht einer auf der Seite liegenden afroamerikanischen Frau, bekleidet mit einem schlichten, weißen, halblangen Baumwollshirt. Links davon stehen verschiedene Worte, wie „blood test/Bluttest“, „lung capacity/Lungenkapazität“ oder „electrocardiogram/Elektrokardiogramm“, rechts die Worte „Secretarial und Position/Sekretärin“. Über den Fotos ist der Schriftzug „You´re Fine/Es geht Dir gut“ und darunter „You´re Hired/Du bist eingestellt“ zu sehen. Bezug nimmt das Werk zum einen auf medizinische Tests, die vom potentiellen Arbeitgeber verlangt werden können, bevor ein Arbeitsvertrag zustande kommt. Zum anderen bezieht sich das Werk auf die sogenannte „Casting couch/Besetzungscouch“, also die Jobzusage im Anschluss an erbrachte sexuelle Dienstleistungen durch eine gesunde Frau.

## Five Day Forecast/Vorschau für fünf Tage (1991)
Die Fotoarbeit Five Day Forecast besteht aus fünf nebeneinander angebrachten, großformatigen Fotos. Darauf abgebildet ist ein Frauenkörper ohne Kopf und ohne Beine. Die Arme sind verschränkt und legen so das weiße, recht große Baumwollshirt in Falten. Über den Fotos, also dort, wo der Kopf sein könnte, sind fünf Schilder mit den Wochentagen von Montag bis Freitag angebracht. Unter den Fotos, dort, wo die Beine abgebildet sein könnten, sind zehn Schilder angebracht, auf denen von links nach rechts zu lesen ist: „Misdescription/Falsche Beschreibung“, „Misinformation/Fehlinformation“, „Misidentify/Falsch identifiziert“, „Misdiagnose/Fehldiagnose“, „Misfunction/Fehlfunktion“, „Mistranscribe/Falsch umschrieben“, „Misremember/Erinnerungsfehler“, „Misgauge/Messfehler“, „Misconstrue/Fehlkonstruktion“ und „Mistranslate/Falschübersetzung“.

## Filmografie (Auswahl)

### Call Waiting (1997)
Einer der ersten Kurzfilme von Lorna Simpson ist Call Waiting (1997). Mehrere junge Leute, Schwarze, Asiaten und Latinos, telefonieren miteinander und werden dabei von anderen Telefonaten unterbrochen, die ihrerseits wieder von Telefonaten gestört werden. Alle Beteiligten sind auf emotionale oder intime Art in diesem Netzwerk verwoben und verstricken sich immer tiefer in Missverständnisse, Betrug und Frustration.

### Easy to Remember (2001)
Close-ups von Lippen, fünf übereinander und drei nebeneinander, summen ein bittersüßes Lied (Easy to Remember), welches 1962 von John Coltrane gesungen wurde und von verlorener Liebe und Erinnerung erzählt. Verwendet wurde das 16-mm-Film Schmalfilm Format, die Aufnahme dann auf Video transformiert und nachträglich digital bearbeitet.

### Corridor (2003)
Der Film Corridor (2003) stellt die Lebenssituationen zweier afroamerikanischer Frauen einander gegenüber. Auf der linken Seite sieht man das Porträt einer Frau, die mit einfachem Baumwollkleid, weißer Schürze und Turban wie eine Sklavin oder Dienerin in einem Herrenhaus zur Zeit des amerikanischen Sezessionskriegs gekleidet ist. Rechts ist eine amerikanische Hausfrau in der heutigen Zeit zu sehen. Beide Rollen verkörpert Wangechi Mutu.

## Ausstellungen (Auswahl)

### Einzelausstellungen
- 1990 Projects 23' Lorna Simpson Museum of Modern Art, New York
- 1992 Works by Lorna Simpson Ansel Adams Center, San Francisco
- 1995 Lorna Simpson Wiener Secession, Vienna, Austria
- 2007 Retrospektive Whitney Museum of American Art, New York
- 2010 Walker Art Center, Minneapolis, MN
- 2013 Haus der Kunst, München
- 2022 Kunstmuseum Thun, Schweiz

### Gruppenausstellungen
- 1986 Three Photographers: The Body New Museum of Contemporary Art, New York
- 1988 The BiNational American Art of the late 80's Kunsthalle Düsseldorf, Düsseldorf
- 1990 Aperto '90 47. Biennale di Venezia, Venedig
- 1993 Über-Leben Bonner Kunstverein, Bonn
- 2000 Beauty now Haus der Kunst, München
- 2002 documenta 11, Kassel
- 2003 To be Human Whitney Museum of American Art, New York
- 2003 Taktiken des Ego Lehmbruck-Museum, Duisburg
- 2004 Speaking with Hands Solomon R. Guggenheim Museum New York
- 2008 Real Städelsches Kunstinstitut, Frankfurt
- 2008 Provocative Visions: Race and Identity Metropolitan Museum, New York
- 2010 Haunted – Contemporary Photography/Video/Performance Guggenheim-Museum Bilbao Bilbao
- 2010 Walker Art Center, Minneapolis
- 2011 Gathered Brooklyn Museum, Brooklyn
- 2014 Unbound: Contemporary Art After Frida Kahlo Museum of Contemporary Art, Chicago
- 2015 56. Biennale di Venezia, Venedig
- 2015 America Is Hard to See Whitney Museum of American Art, New York[11][12]

## Auszeichnungen (Auswahl)
- 1985 National Endowment for the Arts
- 1989 Hugo Boss Prize (Nominierung)
- 2001 Whitney Museum of American Art Award
- 2013 Wahl zum Mitglied (NA) der National Academy of Design[13]
- 2014 Deutsche Börse Photography Prize (Nominierung)
- 2016 Mitglied der American Academy of Arts and Sciences[14]
- 2021 Mitglied der American Academy of Arts and Letters